# Юганівка (пункт контролю)
48°40′57″ пн. ш. 39°42′43″ сх. д. / 48.68250° пн. ш. 39.71194° сх. д.
Юга́нівка — пункт пропуску через державний кордон України на кордоні з Росією.
Розташований у Луганській області, Щастинський район, в селі Булавіне на автошляху місцевого значення. З російського боку розташований пункт пропуску «Єлань», Тарасовський район, Ростовська область.
Вид пункту пропуску — автомобільний, пішохідний. Статус пункту пропуску — місцевий, з 5.00 до 21.00.
Характер перевезень — пасажирський.
Судячи з відсутності даних про пункт пропуску «Юганівка» на сайті МОЗ, очевидно він може здійснювати лише радіологічний, митний та прикордонний контроль.
Пункт пропуску «Юганівка» входить до складу митного посту «Луганськ» Луганської митниці.